# Maison-musée de Huseyn Javid
La maison-musée de Huseyn Javid est un institut de recherche scientifique intégré au Département des sciences de l'Académie nationale des sciences d'Azerbaïdjan (ANAS). Le musée a été créé dans la maison où le poète et dramaturge azerbaïdjanais Huseyn Javid (également nommé Hüseyn Cavid) a vécu de 1920 à 1937.

## Histoire
La maison-musée a été créée sous la direction de Heydar Aliyev dans le but de perpétuer et de promouvoir la vie et l'activité du philosophe et dramaturge Huseyn Javid. L'ouverture de ce musée a été envisagée selon le décret « Le 100e anniversaire de Huseyn Javid » par le Comité central du Parti communiste d'Azerbaïdjan le 21 juillet 1981. À la suite de la décision du Cabinet des ministres de la République d'Azerbaïdjan No 160 datée du 10 juillet 1995, la maison-musée de Huseyn Javid a été créée et subordonnée à l'Académie des sciences d'Azerbaïdjan.
Le 28 juillet 2022, par décret du président de l'Azerbaïdjan, le Musée national de l'histoire de l'Azerbaïdjan de l'ANSA, le Musée de la littérature azerbaïdjanaise Nizami Gandjavi et Maison-musée de Huseyn Djavid ainsi que leurs biens, ont été transférés à la subordination du ministère de la Culture d'Azerbaïdjan.

## Expositions
Le musée se compose de quatre salles d'une superficie totale de 245 m2:
- « Javid's immortality », c'est-à-dire l'immortalité de Javid
- « Javid's life », c'est-à-dire la vie de Javid
- « Javid's tragedy », c'est-à-dire la tragédie de Javid
- « Javid's fame », c'est-à-dire la notoriété de Javid

Il y a environ 4 000 objets exposés dans la partie principale du musée et 200 objets exposés dans la partie scientifique.
Le musée a abrité plus de 600 expositions, y compris des articles ménagers et des vêtements, des livres publiés par Huseyn Javid, des programmes et des affiches d'œuvres scéniques, des performances et des photographies de famille, une maquette du mausolée de Huseyn Javid à Nakhitchevan, une peinture consacrée au poète et d'autres œuvres d'art ou les compositions de son fils Ertughrul Javid, qui comprennent des manuscrits de notes, des livres utilisés, des peintures, des disques de gramophone, des lettres et d'autres documents. Ce mausolée, construit en 1993 et symbolisant la capacité de résistance de l’enclave face au blocus arménien, est d' une importance capitale pour les habitants de Nakhchivan.
Différents prix internationaux ont été remis au musée.